# 羽田七福いなり
羽田七福いなり（はねだしちふくいなり）は、毎年正月に行われる催し物。
1988年（昭和63年）、穴守稲荷神社の責任役員の発案で開始された。東京羽田地区の稲荷神社7社と玉川弁財天の全8社を巡拝する。
2019年現在では、穴守稲荷神社内 羽田七福いなり会が主催しており、毎年1月1日から1月5日の間に開催している。また、この期間は各神社で、七福いなり用の御朱印が受けられる。この付近の十箇所程度に案内板（矢印）やのぼり（旗）を立てたり、近隣住民等のボランティアによる案内も行われている。

## 羽田七福いなり札所の一覧
- 01．身体安全：東官守稲荷神社
- 02．招福厄除：上田妙法稲荷神社
- 03．開運長寿：大野重幸稲荷神社
- 04．学業成就：高山稲荷神社
- 05．開運招福：鴎稲荷神社
- 06．金運長寿：玉川弁財天
- 07．無病息災：白魚稲荷神社
- 08．　─　　：穴守稲荷神社